# Altis
Altis is een atletiekvereniging uit de Nederlandse stad Amersfoort. De vereniging werd op 1 december 1961 opgericht en is aangesloten bij de Atletiekunie. Met ruim 1300 leden (peildatum december 2018), afkomstig uit alle geledingen van de Amersfoortse samenleving en omstreken, behoort de vereniging tot de grotere sportverenigingen van Amersfoort.

## Doelstelling
De vereniging heeft ten doel het bevorderen van de beoefening van de atletiek in de ruimste zin van het woord. Zij speelt voor veel mensen een belangrijke rol binnen het kader van gezondheid en welzijn, omdat sporten de lichamelijke en mentale conditie bevordert. Daarnaast worden veel leden, omdat Altis een vrijwilligersorganisatie is, in de gelegenheid gesteld om zich maatschappelijk anders te ontplooien dan alleen in werk en gezin. Door actief te zijn in commissies, werkgroepen en/of bestuur zijn zij in staat hun talenten anders dan gebruikelijk te ontwikkelen.

## Locatie
Altis beschikt sinds 1986 over een eigen clubgebouw, gelegen aan de Schothorsterlaan 78, vlak naast de atletiekbaan, die eigendom is van de gemeente en wordt beheerd door de stichting SRO. Altis huurt de atletiekbaan, die is voorzien van een kunststof toplaag en die bestaat uit zes rondbanen en acht sprintbanen.
Voor haar trainingen maakt de vereniging, naast de atletiekbaan, met name voor jeugd- en loopgroepen gebruik van het bos rond Birkhoven en in Den Treek.

## Wedstrijden
Jaarlijks organiseert Altis, naast al haar baanwedstrijden, een viertal grote evenementen die grote regionale bekendheid hebben en een breed deelnemersveld weten aan te trekken:
- Amersfoortse Bergcross (27 edities t/m 2018)
- Hooglandse Dorpsloop (34 edities t/m 2018)
- Keistad Meerkampen (14 edities t/m 2018)
- Halve van Hoogland (40 edities t/m 2018)

## Bekende (oud-)leden

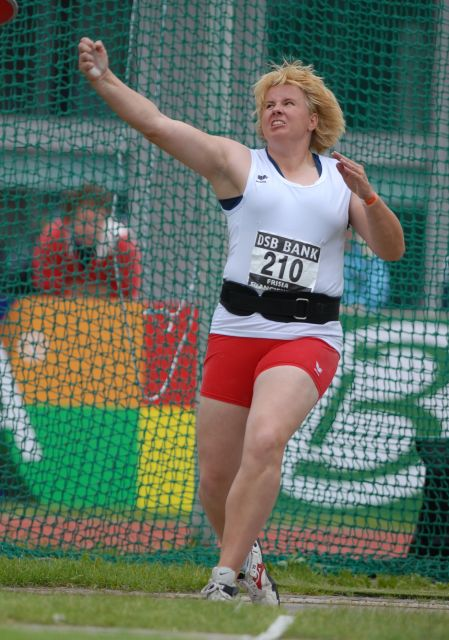
Monique Jansen

- Marnix Hebly (meervoudig Nederlands jeugdkampioen 400 m)
- Armando Houtveen (2e op de 5000 m op NK 1982)
- Monique Jansen (zevenvoudig Nederlands kampioene discuswerpen; deelneemster OS 2012)
- Rudy Mol (marathonloper)
- Monique Steennis (drievoudig Nederlands jeugdkampioene 400 m; 2e op de 400 m NK indoor 1989)
- Femke Bol (o.m. Wereldkampioene 400 m horden en 4 x 400 m; wereldindoorrecordhoudster 400 m)